# 唐泽圣
唐泽圣（1934年—），男，中国计算机科学家，清华大学教授。中国计算机图形学及相关领域开创者。曾任清华大学计算机系主任，澳门科技大学副校长。